# Coccotrema
Coccotrema är ett släkte av lavar. Coccotrema ingår i familjen Coccotremataceae, ordningen Pertusariales, klassen Lecanoromycetes, divisionen sporsäcksvampar och riket svampar.
| Coccotrema | \| \| Coccotrema citrinescens \| \| \| \| |
|            | \| \| Coccotrema citrinescens \| \| \| \| |
|            | Coccotrema citrinescens                   |
|            |                                           |

|  | Coccotrema citrinescens |
|  |                         |